# Робърт Патинсън
Робърт Дъглас Томас Патинсън (на английски: Robert Douglas Thomas Pattinson) е британски актьор, продуцент, манекен и музикант. Въз основа на доходите си от 2009 г. Патинсън е считан за един от най-скъпоплатените актьори в Холивуд. Става известен с ролята си на Седрик Дигъри в „Хари Потър и Огненият бокал“.

## Биография
Робърт Патинсън е роден на 13 май 1986 г. в Лондон, Англия и е най-малкото от трите деца на Клеър  и Ричард Патинсън, вносител на ретро автомобили. Има две по-големи сестри, певицата Лизи Патинсън и Виктория Патинсън. Родителите му го записват на уроци по пиано и китара, когато навършва пет години. Като малък мечтае да стане музикант. Когато е ученик в горния курс, свири заедно с групата си, носеща името "Бад гърлс", а по-късно изнася солови концерти на акустична китара.
За да преодолее своята срамежливост, по съвет на баща му, се записва в местния любителски театър и на 15 годишна възраст получава първата си театрална роля. На едно от представленията е забелязан от агент, издирващ млади таланти и тази среща определя професионалния му път.
Робърт Патинсън е известен с филантропската си дейност и е член на няколко социални организации, провеждащи кампании за борба с рака.
През 2010 г.е обявен за един от 100-те най-известни хора в света и е включен в класацията на списание Форбс (100 Celebrity). През същата година, в колекциите на „Мадам Тюсо“ в Лондон и Ню Йорк е добавена восъчна статуя на Патинсън.
През 2014 г. руски астроном нарича открит от него астероид на името на Патинсън, като "246789 Pattinson".

## Кариера

### Модел
Робърт Патинсън започва работа като модел на 12-годишна възраст. Кариерата му на модел приключва 4 години по-късно.

### Актьор
Кариерата му на актьор започва, когато се присъединява като аматьор към Barnes Theatre Company и започва да играе зад сцената. По-късно започва да получава по-големи театрални роли в пиеси като „Макбет“.
През 2004 г. участва в телевизионния филм „Проклятието на пръстена“ (Ring of the Nibelungs). През същата година се снима и във филма „Vanity Fair“, но сцените с негово участие са включени само в изданието на DVD. През 2005 г. Робърт участва във филма „Хари Потър и Огненият бокал“, който му носи световна слава в ролята на Седрик Дигъри. Слава сред тийнейджърите му носи участието във филма от 2008 г. „Здрач“ и в продълженията от тази поредица.
През 2022 г. влиза в ролята на Батман в едноименния филм.

### Музикант
Патинсън изпълнява две песни от саундтрака на филма „Здрач“ („Never Think“ и „Let Me Sign“) като на една от тях е съавтор. Изпълнява също три песни от саундрака на филма „How to Be“.
През 2010 г. Патинсън става част от музикален проект (Songs From a Room), който организира изпълнения на нови артисти и качва заснетите кадри онлайн.

## Филмография
| Година | Филм                            | Оригинално заглавие                       | Роля                                  |
| ------ | ------------------------------- | ----------------------------------------- | ------------------------------------- |
| 2004   |                                 | Vanity Fair                               | Рауди Кроули                          |
| 2004   | Проклятието на пръстена         | Ring of the Nibelungs                     | Гизелхер                              |
| 2005   | Хари Потър и Огненият бокал     | Harry Potter and the Goblet of Fire       | Седрик Дигъри                         |
| 2006   |                                 | The Haunting of Toby Jugg                 | Тоби Джъг                             |
| 2007   |                                 | The Bad Mother's Handbook                 | Даниел Гейл                           |
| 2007   | Хари Потър и Орденът на феникса | Harry Potter and the Order of the Phoenix | Седрик Дигъри                         |
| 2008   |                                 | How to Be                                 | Арт                                   |
| 2008   | Здрач                           | Twilight                                  | Едуард Кълън                          |
| 2008   | The Summer House                |                                           |                                       |
| 2009   | Шепа прах                       | Little Ashes                              | Салвадор Дали                         |
| 2009   | Новолуние                       | The Twilight Saga: New Moon               | Едуард Кълън                          |
| 2010   | Не ме забравяй                  | Remember Me                               | Тайлър Хокинс                         |
| 2010   | Затъмнение                      | The Twilight Saga: Eclipse                | Едуард Кълън                          |
| 2010   | Любов и подозрение              | Love and Distrust                         | Ричард                                |
| 2011   | Вода за слонове                 | Water for Elephants                       | Джейкъб Янковски                      |
| 2011   | Зазоряване - част 1             | The Twilight Saga: Breaking Dawn – Part 1 | Едуард Кълън                          |
| 2012   | Бел Ами                         | Bel Ami                                   | Жорж Дюроа                            |
| 2012   | Космополис                      | Cosmopolis                                | Ерик Пакър                            |
| 2012   | Зазоряване - част 2             | The Twilight Saga:Breaking Dawn – Part 2  | Едуард Кълън                          |
| 2014   | Карти на звездите               | Maps to the Stars                         |                                       |
| 2014   | Скитникът                       | The Rover                                 | Ерик                                  |
| 2015   | Life: Джеймс Дийн               | Life                                      | фотографа Денис Сток от списание Life |
| 2015   | Кралицата на пустинята          | Queen of the Desert                       | Лоурънс                               |
| 2015   | Мисия: Черен Списък             |                                           |                                       |
| 2016   | Изгубеният град Z               | The Lost City of Z                        | Хенри Костин                          |
| 2016   | Детството на един водач         | The Childhood of a Leader                 | Чарлс                                 |
| 2017   | Добри времена                   | Good Time                                 |                                       |
| 2018   |                                 | Damsel                                    | Самуел Алабастър                      |
| 2018   | Живот на високо                 | High Life                                 | Монте                                 |
| 2019   | Фарът                           | The Lighthouse                            | Ефраим Уинслоу                        |
| 2019   | Кралят                          | The King                                  | дофинът                               |
| 2019   | В очакване на варварите         | Waiting for the Barbarians                | Мандел                                |
| 2020   | Тенет                           | Tenet                                     | Нийл                                  |
| 2020   | The Devil All the Time          |                                           |                                       |
| 2022   | Батман                          | The Batman                                | Брус Уейн / Батман                    |